# Calle 51 (Manhattan)
La Calle 51 es una calle que recorre, de este a oeste el barrio de Midtown Manhattan, Nueva York. Tiene una longitud de 3.1 kilómetros y se extiende desde uba terraza que da lugar a un cruce pedestre sobre la FDR Drive en la orilla del río Este hasta la Avenida 12.

## Lugares notables, de este a oeste
La ruta comienza oficialmente en Beekman Place que está en una colina con vistas a FDR Drive. La 51 Este continúa unos metros al este de la intersección, pero la señal de la calle se refiere a ella como Peter Detmold Park (una referencia al parque para perros al pie de la colina), que tiene una pasarela peatonal sobre la FDR hasta una explanada a lo largo del río Este.

### Beekman Place
- Misión diplomática de Yemen ante las Naciones Unidas

### Primera Avenida
- 351 de la Calle 51 Este - Un complejo de apartamentos en uno de los varios sitios donde se cree que Nathan Hale fue ahorcado, después de la Batalla de Long Island
- Misión diplomática de Laos ante las Naciones Unidas

### Segunda Avenida
.

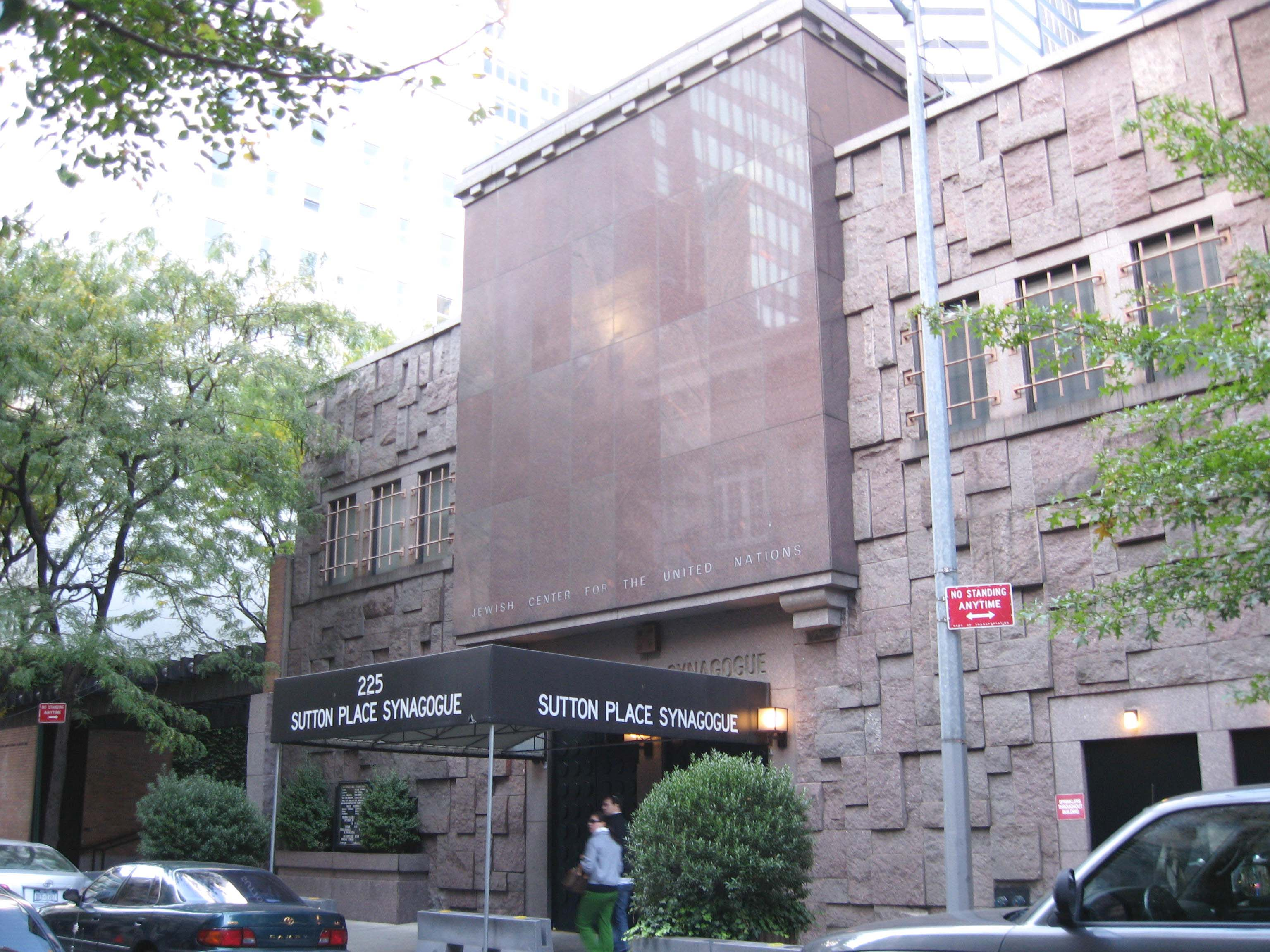
Sinagoga de Sutton Place (Centro Judío para las Naciones Unidas)

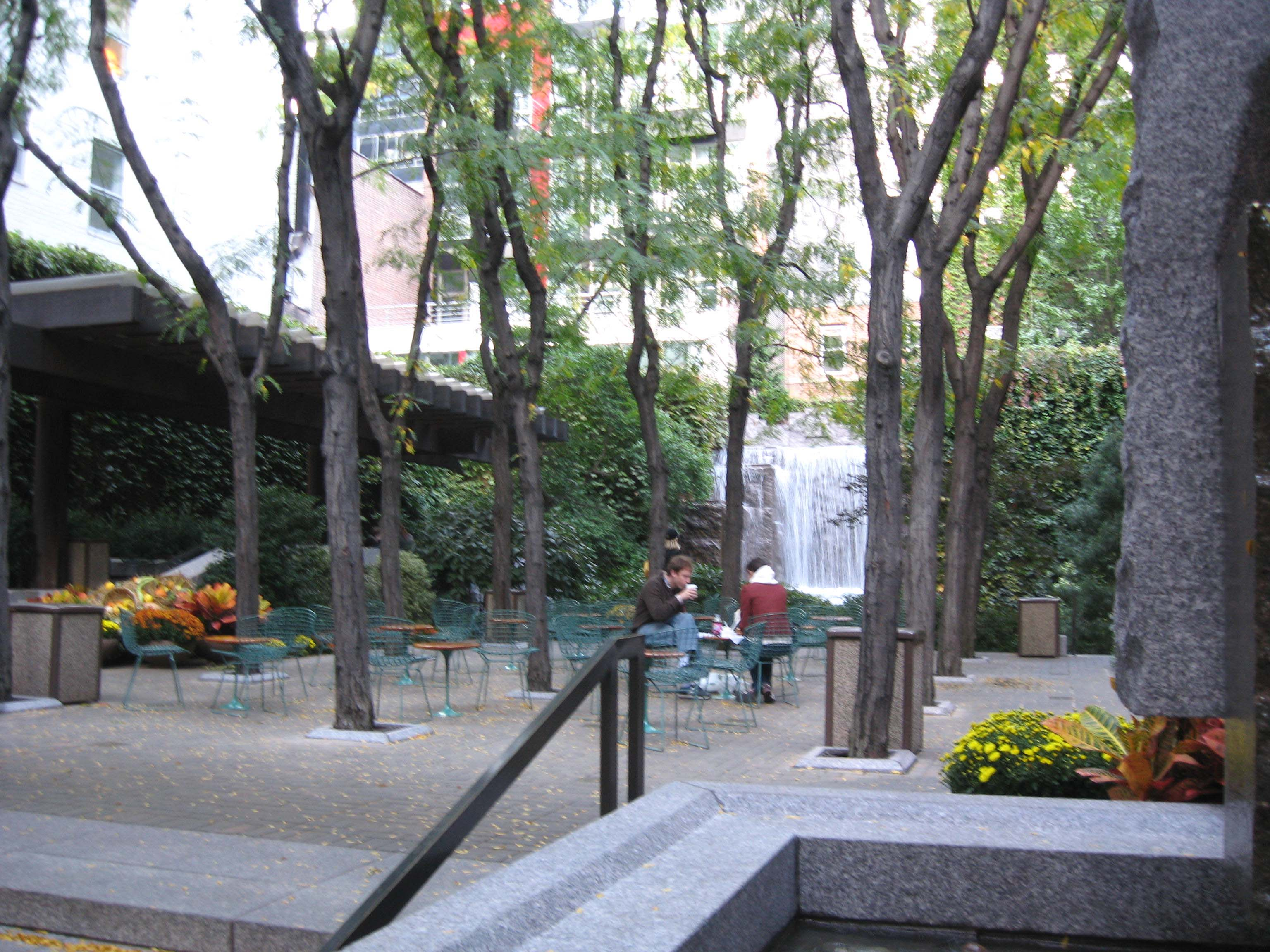
Greenacre Park

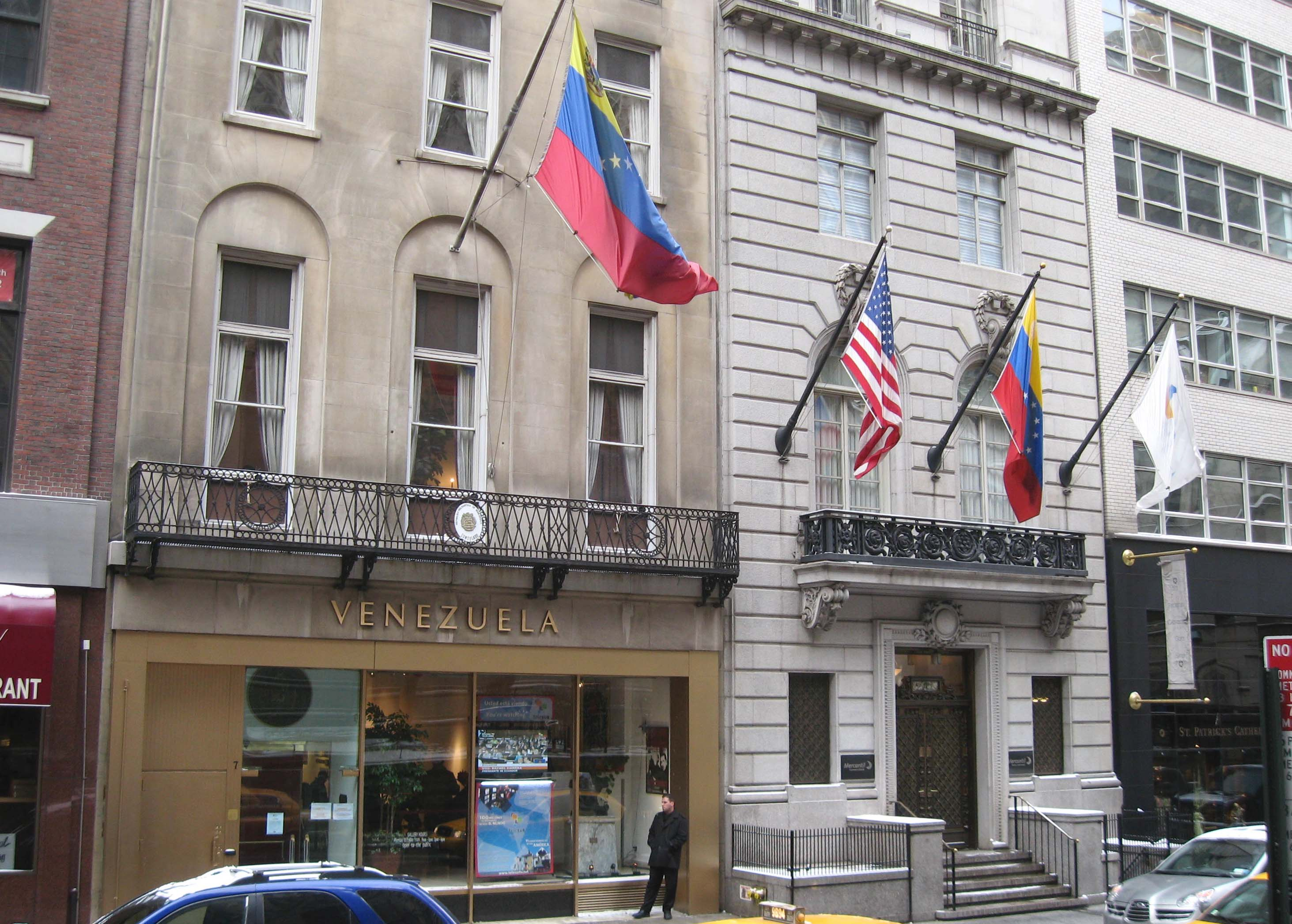
Consulado de Venezuela (izquierda) y John Peirce Residence (derecha)

- Misión diplomática de Tonga ante las Naciones Unidas
- Misión diplomática de Guinea Ecuatorial ante las Naciones Unidas
- Hotel POD
- Greenacre Park
- Sinagoga de Sutton Place

### Tercera Avenida
- 17.ª Comisaría de la NYPD
- Compañía de Bomberos nº 8, Escalera 2, 8º Batallón del FDNY
- DoubleTree by Hilton Hotel Metropolitan New York City
- Consulado del Reino Unido

### Avenida Lexington
- General Electric Building
- St. Bartholomew's Episcopal Church
- 345 Park Avenue

### Avenida Park
- 350 Park Avenue
- 320 Park Avenue
- Villard Houses y The New York Palace Hotel

### Avenida Madison
- St. Patrick's Cathedral
- 488 Madison Avenue (Edificio Look)
- Residencia John Peirce
- Consulado de Venezuela
- Olympic Tower

### Quinta Avenida
- Rockefeller Center
- Radio City Music Hall
- 1290 Avenue of the Americas

### Sexta Avenida
- Time-Life Building
- SportsNet New York Studios
- 1285 Avenue of the Americas
- 787 Seventh Avenue
- Millennium Plaza (antiguo Hotel Taft)

### Sexta Avenida y Media
- A mitad de manzana entre la Sexta y la Séptima Avenida se encuentra un corredor peatonal denominado por la ciudad "Sixth and a Half Avenue", que va desde la calle 51 a la Calle 57.[1]

### Séptima Avenida
- Sheraton Manhattan

### Broadway
- Novotel Manhattan
- Paramount Plaza
- Mark Hellinger Theatre
- Times Square Church
- George Gershwin Theatre

### Octava Avenida
- St. Paul's House - Iglesia fundada por J.J.D. Hall que destaca por su cartel de neón "El pecado te descubrirá" en forma de cruz que apareció en Saturday Night Live

### Novena Avenida
- Sucursal Midtown del Saint Vincent's Catholic Medical Center (anteriormente St. Clares Hospital) actualmente cerrada.

### Undécima Avenida
- Hustler Club

### West Side Highway
La ruta concluye en la West Side Highway (Ruta Estatal de Nueva York 9A). Frente a la intersección se encuentra la Terminal de buques de pasajeros de Nueva York y el río Hudson.

## Transporte
La estación 51st Street del metro de Nueva York se encuentra en la intersección de la calle 51 y la Avenida Lexington y a ella llegan los trenes 4, 6 y <6>.
Hay una entrada en la intersección de la calle 51 y la Octava Avenida que lleva a los andenes sentido norte de la estación de calle 50 de la Línea de la Octava Avenida, a la que da servicio los trenes A, C y E. Otra entrada en la intersección que conduce a los andenes sentido sur de la estación existió hasta 1992, cuando se cerró.